# Veishnoria
Veishnoria (russo: Вейшнория, bielorrusso: Вейшнорыя) é um estado fictício criado para o Zapad 2017, um exercício de treinamento militar conjunto russo-bielorrusso. É vizinho da Bielorrússia e é inimigo do Estado da União. Veishnoria ocupa a maior parte da região de Grodno e as partes noroeste das regiões de Minsk e Vitebsk.
Existem outros dois inimigos fictícios dos participantes do Zapad 2017: Vesbaria e Lubenia. Lubenia atravessa a lacuna de Suwalki e cobre partes do nordeste da Polônia e sudoeste da Lituânia, enquanto Vesbaria cobre o resto da Lituânia e a Letônia central.
A "proclamação" do Estado gerou uma resposta na internet, muitas vezes bem-humorada. Desde setembro de 2017, foi proclamada uma Veishnoria baseada na web, que começou a adquirir os sinais de uma micronação baseada na internet com mais de 18 mil pessoas assinando por "cidadania".

## Toponímia
O nome "Veishnoria" vem do nome báltico de Veisnor (lituano "Vaišnoras", antigo prussiano "Waisnor") - "aquele que trata de bom grado" (hospitaleiro). Existem vários lugares na Lituânia chamados Vaišnoriai (plural para "Vaišnoras").

## Cenário Zapad 2017

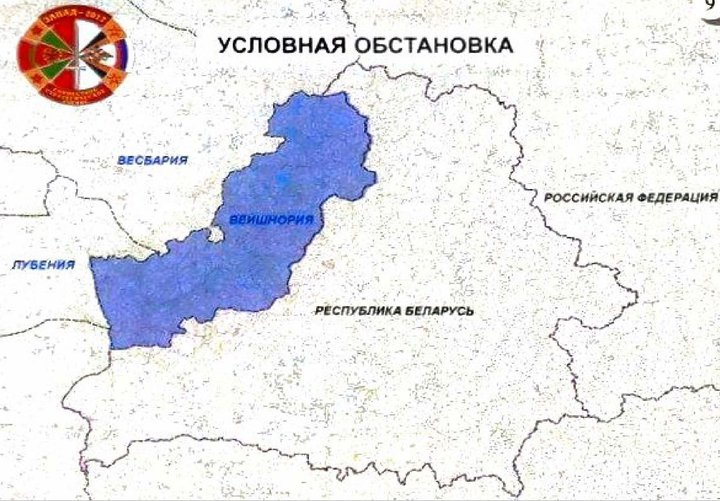
Mapa dos exercícios Zapad 2017

O Zapad 2017 foi um exercício militar estratégico conjunto das forças armadas da Federação Russa e da Bielorrússia (Estado da União da Rússia e da Bielorrússia) realizado de 14 a 20 de setembro de 2017, na Bielorrússia, bem como no Oblast de Kaliningrado da Rússia e outras áreas do noroeste.
De acordo com o cenário, desenvolveu-se um conflito entre "O Norte" (Estado da União) e "O Ocidente" (uma coalizão de três estados agressores: Veishnoria, Vesbaria e Lubenia). "O Ocidente" tenta dividir a união da Bielorrússia e da Rússia, piorar a situação socioeconômica no Estado da União e forçar uma mudança de liderança, e Veishnoria está tentando anexar partes da Bielorrússia. Depois disso, "o Ocidente" envia suas tropas para o resto do território da Bielorrússia. O Estado da União resiste a essas ações.
Em um post no Facebook, Sergey Chaly notou uma semelhança entre Veishnoria e a região da Bielorrússia, onde uma grande porcentagem de eleitores apoiou Zianon Pazniak no primeiro turno da eleição presidencial de 1994. O jornalista Leônidas Bershidski destacou ainda que este território tem uma alta proporção de população católica e uma alta proporção de falantes de língua bielorrussa no estado bilíngue russo-bielorrusso com a Igreja Ortodoxa Russa dominante. Na visão de Bershidski, essas observações podem ser como o cenário Zapad 2017 deveria ser visto: Veishnoria busca a desestabilização da Bielorrússia da mesma forma, aos olhos do establishment russo, aconteceu na Ucrânia (por forças nacionais pró-ocidentais, supostamente fomentadas pelo " ocidente ").

## Micronação da Internet
A criação rapidamente encontrou uma resposta bem-humorada nas redes sociais. Em 30 de agosto de 2017, apareceu uma conta satírica no Twitter do Ministério das Relações Exteriores de Veishnoria, que publicou declarações políticas em nome do Estado. Segundo o relato, o hino do Estado é a música "Niamon" (que significa "Neman") da banda bielorrussa Stary Olsa. O mesmo relato diz que as residências oficiais do Estado estão em Grodno, o Parlamento e o Governo (além do Ministério da Cultura) em Lida, e a capital cultural de Veishnoria é Smarhon. Veishnoria também está presente no Facebook, e seu artigo na Wikipédia russa foi notado como "um resumo seco de como Veishnoria surgiu" antes que o artigo fosse excluído e redirecionado para o artigo no Zapad 2017.

### Monetização
Alguns empresários bielorrussos foram rápidos em monetizar Veishnoria lançando um site Veishnoria e registrando-o legalmente como um serviço de jogos. Depois que o presidente bielorrusso Alexandre Lukashenko emitiu o decreto que tornou as criptomoedas um método legal de pagamento e a criptomoeda Taler (TLR) foi lançada na Bielorrússia, Taler tornou-se a moeda oficial de Veishnoria. Mais tarde, o desenvolvimento de Taler foi transferido "sob o patrocínio de Veishnoria" e os ativos de pré-mineração foram passados para Veishnoria.

### Veishnorianos notáveis
"Veishnorianos" online foram rápidos em perceber que as seguintes pessoas famosas têm descendência Veishnoriana:
- Olga Korbut, ginasta olímpica, nasceu em Grodno;
- Shimon Peres, o 9º presidente de Israel, nasceu em Vishnyeva, Valozhyn Raion, região de Minsk, perto da fronteira com a Lituânia;
- Os pais de Charles Kushner, um parente de Donald Trump, eram sobreviventes do Holocausto da área de Navahrudak (ver: Joseph Kushner).